# Dromalia alexandri
Dromalia alexandri är en nässeldjursart som beskrevs av Bigelow 1911. Dromalia alexandri ingår i släktet Dromalia och familjen Rhodaliidae. Inga underarter finns listade i Catalogue of Life.

## Bildgalleri

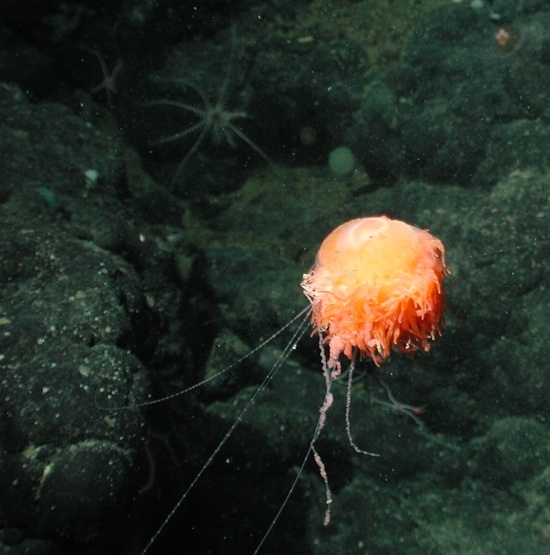